# Глобо (футбольный клуб)
«Гло́бо» (порт. Globo Futebol Clube) — бразильский футбольный клуб из города Сеара-Мирин (штат Риу-Гранди-ду-Норти). Клуб был основан в 2012 году, а в 2017 году добился права участвовать в Серии C Бразилии. В 2022 году выступал в бразильской Серии D.

## История
Футбольный клуб «Глобо» был основан 18 октября 2012 года предпринимателем Маркони Баррето. Клубные цвета — чёрный, красный и золотой — были взяты у флага Германии, в качестве дани уважения сборной Германии. Название клуба было дано его основателем как дань памяти журналисту Роберто Мариньо, основателю крупнейшей в мире португалоязычной телекоммуникационной компании Globo.
22 марта 2013 года «Глобо» был принят в члены Федерации футбола штата Риу-Гранди-ду-Норти. В том же году команда выиграла второй дивизион Лиги Потигуар (не проиграв ни одного матча). В 2014 году команда завоевала Кубок Федерации футбола штата. В 2017 году «Глобо» выиграл Кубок штата Риу-Гранди-ду-Норти. До конца 2010-х годов лучшими достижениями команды в Лиге Потигуар стали вторые места в 2014 и 2017 годах.
В 2017 году «Глобо» дошёл до финала бразильской Серии D, где уступил «Операрио Ферровиарио». Этот результат позволил молодой команде получить путёвку в третий эшелон бразильского футбола на 2018 год.
В 2021 году «Глобо» впервые в истории стал чемпионом штата Риу-Гранди-ду-Норти.
Талисманом «Глобо», изображённым на эмблеме клуба, является белоголовый орлан. Команда выступает на стадионе Мануэл Дантас Баррето, который был построен за семь месяцев в 2013 году, и вмещает 10 тыс. зрителей.

## Достижения
- Чемпион штата Риу-Гранди-ду-Норти (1): 2021
- Победитель Второго дивизиона штата Риу-Гранди-ду-Норти (1): 2013
- Обладатель Кубка штата Риу-Гранди-ду-Норти (1): 2017
- Обладатель Кубка Федерации футбола штата Риу-Гранди-ду-Норти (1): 2014
- Вице-чемпион Бразилии в Серии D (1): 2017